# Jan Adriaensz. van Staveren
Jan Adriaensz. van Staveren (Leiden, ca. 1614 - aldaar, 1669) was een Nederlands kunstschilder en tekenaar uit de periode van de Gouden Eeuw. Hij gaf in 1628 bij zijn inschrijving aan de Leidse universiteit aan veertien jaar oud te zijn, wat betekent dat hij in 1613 of 1614 moet zijn geboren. In die periode was zijn vader Adriaen Jansz van Staveren burgemeester van Leiden, zijn moeder was Machteld Symons van Borssen.
Van Staveren vervaardigde onder meer portretten, religieuze taferelen en genrestukken. Hij maakte deel uit van de groep Leidse fijnschilders rond Gerrit Dou, door wiens stijl hij ook werd beïnvloed en van wie hij enig werk kopieerde. 
In 1644 werd hij ingeschreven in het Schilder-Schultboeck, een document dat in dat jaar ontstond en waarin de aan- en verkooptransacties van de aangesloten schilders werden vastgelegd in de periode tot augustus 1645. In 1648 werd hij lid van het plaatselijke Sint-Lucasgilde.
De schilder werd op 29 april 1669 in Leiden begraven.
In maart 2023 kwam Van Staveren in het nieuws doordat het op te richten Rotterdamse migratiemuseum Fenix, dat eind 2024 zou moeten opengaan, twee portretten van hem uit 1640 aankocht, omschreven als "Een set tronies van een jonge man van Afrikaanse herkomst in oriëntaals kostuum en een jonge man van Afrikaanse herkomst met een gele gevederde baret". Bijzonder voor de tijd van ontstaan was dat Van Staveren zwarte vreemdelingen had uitgebeeld, niet als slaven, bedienden of figuranten, maar als vrije mensen.

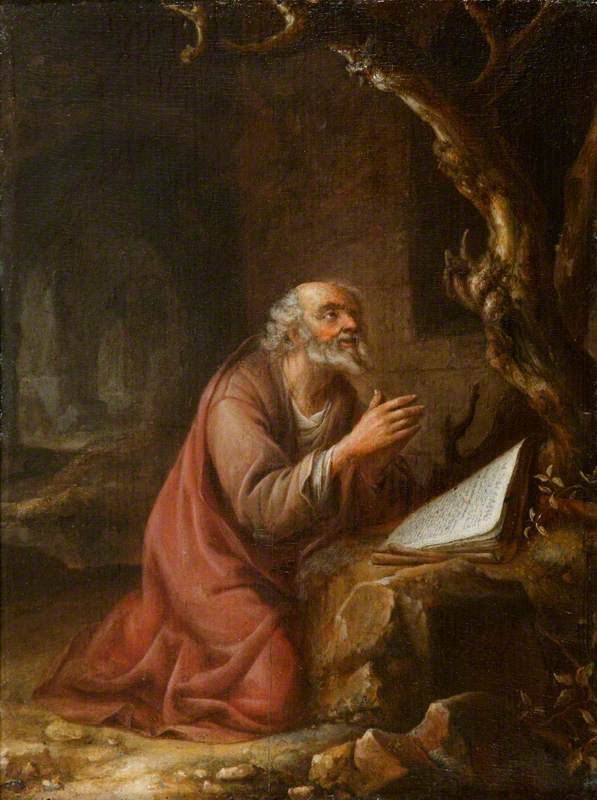
Biddende kluizenaar in grot
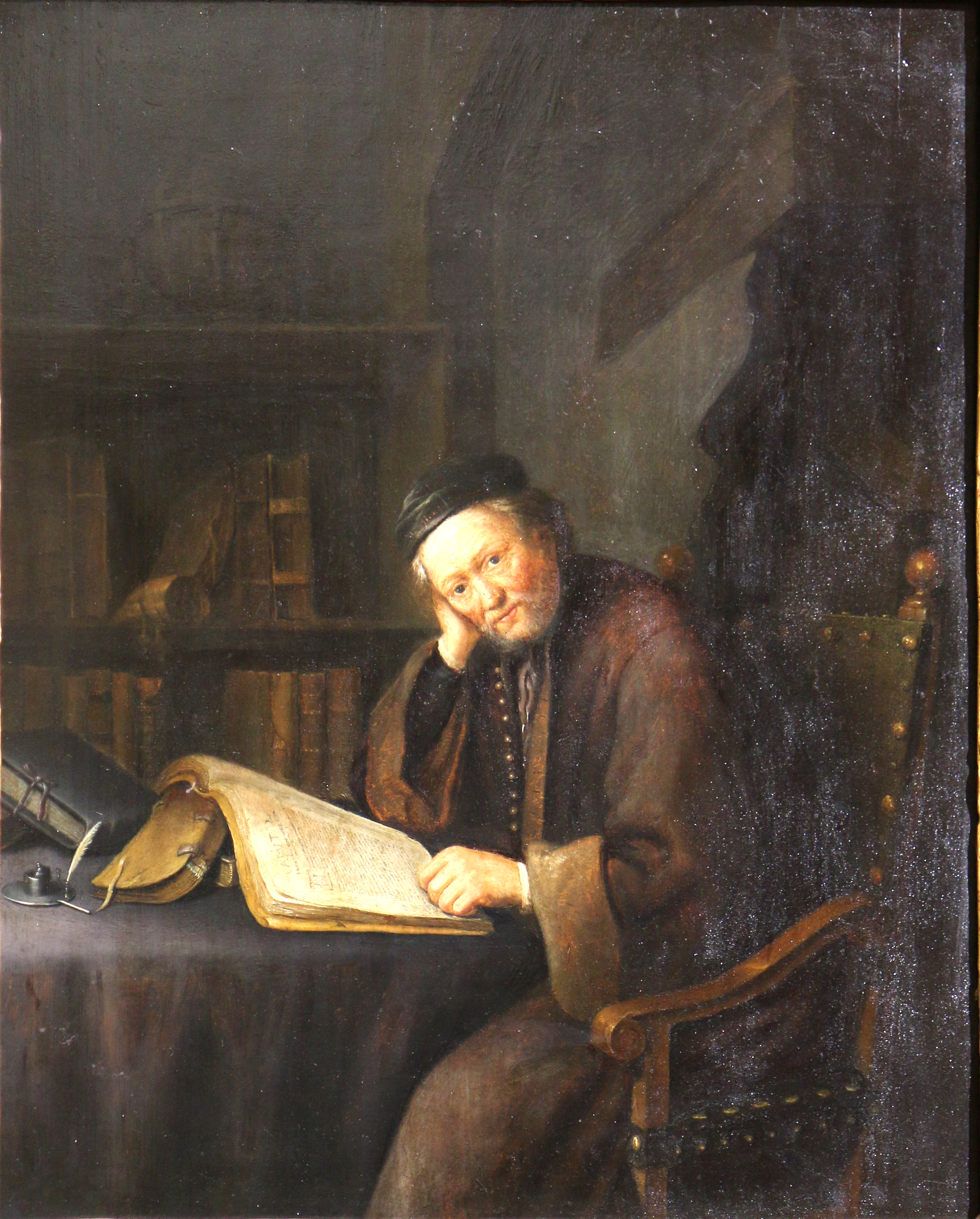
De lezer
Keukentafereel
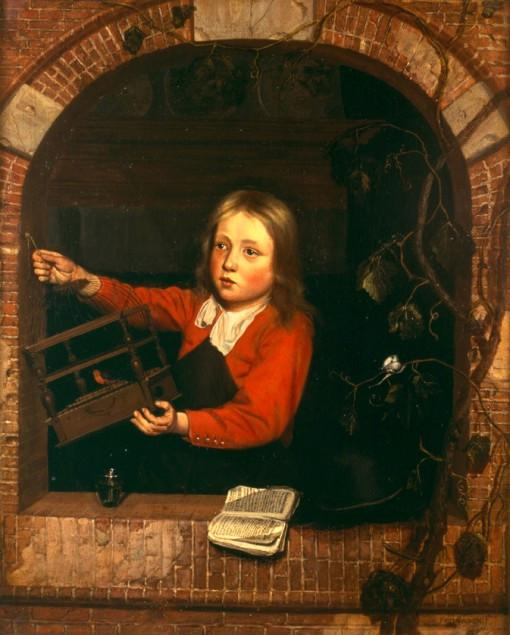
Jongen met vogelkooi